# Чодода
Чодода — село в Тляратинском районе Дагестана. Входит в состав сельского поселения сельсовет Чадаколобский.

## География
Расположено в 10 км к северу от районного центра — села Тлярата, на реке Сараор.

## Население
| 1869 | 1888 | 1895 | 1926 | 1939 | 1970 | 1989 |
| ---- | ---- | ---- | ---- | ---- | ---- | ---- |
| 114  | ↗188 | ↗196 | ↘122 | ↘90  | ↗132 | ↗170 |
| 2002 | 2010 | 2021 |      |      |      |      |
| ↘167 | ↘137 | ↘118 |      |      |      |      |